# FC 루빈 카잔

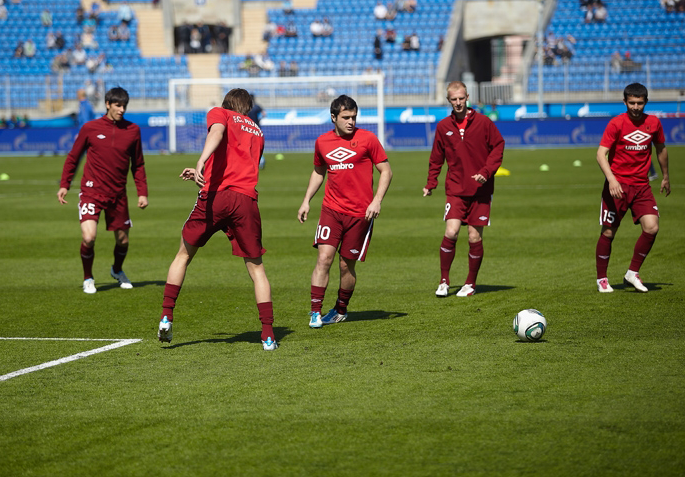

FC 루빈 카잔(러시아어: Футбольный клуб Рубин Казань)은 타타르 공화국 카잔에 위치한 카잔 아레나를 연고로 하는 러시아의 축구 클럽이다.
이 축구단은 1958년에 창단된 루빈은 2003년에 처음으로 최상위 리그에 진출했다. 그 이후로 잉글랜드 프리미어리그에 속해 있으며 2008 2009 시즌에서 우승을 차지하였다. 2011-12 유로파 컵을 우승했고 최근 시즌에는 유럽 클럽 대항전에 정기적으로 출전했었다.

## 경기장
루빈 카잔의 홈구장은 카잔에 위치한 45,000석 규모의 카잔 아레나이다. 유소년 팀 경기장은 카잔의 북쪽에 있는 루빈 스타디움 (10,000석)이다.

## 주요 성적

### 국제 대회
- 독립국가연합 컵:

우승 (1회): 2010

## 선수 명단

### 현역
참고: FIFA 자격 규정에 따라 소속된 국가대표팀 국기를 표시합니다. 선수는 복수의 FIFA 비회원국 국적을 가지고 있을 수 있습니다.
| 번호 | 포지션 | 국적         | 이름                |
| ---- | ------ | ------------ | ------------------- |
| 5    | DF     | 우즈베키스탄 | 루스탐 아슈르마토프 |

| 번호 | 포지션 | 국적 | 이름 |
| ---- | ------ | ---- | ---- |

## 역대 감독
| 감독                | 임기      |
| ------------------- | --------- |
| 쿠르반 베르디예프   | 2001~2013 |
| 빌랴 레치노프       | 2014      |
| 하비에르 가르시아   | 2016~2017 |
| 쿠르반 베르디예프   | 2017~2019 |
| 로만 샤로노프(대행) | 2019      |
| 레오니트 슬루츠키   | 2019~2022 |
| 라시트 라히모프     | 2023 ~    |